# هوزیو ۲۵۳۴
سیارک ۲۵۳۴ (به انگلیسی: 2534 Houzeau، نامگذاری:1931VD) دو هزار و پانصد و سی و چهارمین سیارک کشف شده‌است که در ۲ نوامبر ۱۹۳۱ کشف شد.
قدر مطلق سیارک برابر ۱۰٫۹۰ است.